# Mary Dickenson-Auner
Mary Dickenson-Auner, née Mary Frances Dorothea Dickenson le 24 octobre 1880 à Dublin et morte le 25 mai 1965 à Vienne, est une compositrice et violoniste irlandaise. Durant sa carrière de violoniste, elle a été la première en Autriche à interpréter la Sonate pour violon no 1 de Béla Bartók et a travaillé avec Arnold Schönberg. Le violoniste tchèque Otakar Ševčík a été son professeur.

## Biographie

### Formation
Mary Frances Dorothea Dickenson est née à Dublin, en Irlande, dans une famille irlandaise bien connectée. Sa mère était Mary Frances MacDonnell, fille de Hercules Henry Graves MacDonnell, recteur du Trinity College et cofondateur de la Royal Irish Academy of Music. Son arrière-grand-père était Richard MacDonnell, un prévôt de Trinity College, et ses arrière-grands-oncles comprenaient le major-général Arthur Robert MacDonnell et Richard Graves MacDonnell, gouverneur d'Australie-Méridionale. Son père était Augustus Maximilian Newton Dickenson, docteur en médecine.
Son père mourut en 1883 et sa mère installa la famille à Wiesbaden, en Allemagne, où Mary reçut ses premières leçons de violon à l'âge de six ans. En dépit des souhaits de sa famille, elle s'installe à Londres vers 1897-1898, où elle étudie brièvement avec le compositeur Samuel Coleridge-Taylor au Conservatoire de musique de Croydon et interprète sa suite Gypsy, op. 20 (1898). Elle peut aussi avoir étudié la composition avec lui et il lui a dédié au moins une de ses œuvres ultérieures[Laquelle ?].
De retour à Dublin, elle a travaillé brièvement comme assistante à la Royal Irish Academy of Music. Elle est ensuite retournée à Londres, toujours malgré le souhait de sa famille, pour étudier pendant trois ans à la Royal Academy of Music, avec le violoniste et compositeur Émile Sauret comme professeur principal. Elle a passé ses derniers examens en 1902 en violon et orgue et en composition. Afin de renforcer sa technique de la main gauche, elle s'installe ensuite à Prague pour étudier pendant deux ans avec le violoniste tchèque Otakar Ševčík.

### Carrière
En 1905, Mary Dickenson-Auner fait ses débuts avec l'Orchestre philharmonique tchèque. Cela lui a permis de se lancer dans une carrière de pianiste en tournée. Elle a joué dans toute l'Europe pendant près d'une décennie. Ses premières compositions ont également été publiées sous le pseudonyme de Frank Donnell.
En 1909, elle s'installe à Vienne, en Autriche, et vit d'abord avec sa mère, puis avec son époux, le diplomate Michael Auner, avec qui elle se marie en 1913. Ils s'installent en Transylvanie et ont deux enfants, Moira et Michael. En 1917, vers la fin de la Première Guerre mondiale, quand Auner est enrôlé dans l'armée, le couple s'enfuit avec ses enfants à Bussum, aux Pays-Bas. Mary y a été bien accueillie par les critiques de musique. Tout au long de cette période, elle a donné des leçons de musique pour aider à soutenir la famille. L'un de ses élèves était l'auteur américain Helen Nearing (en).
En 1920, Mary Dickenson-Auner et sa famille réussirent à revenir à Vienne. Le 8 février 1922, elle joua la première en Autriche de la Sonate pour violon no 1 de Béla Bartók, op. 21, avec le pianiste Eduard Steuermann au Konzerthaus,. Sa performance a été bien reçue,, et ce même été, elle a présenté l’œuvre avec Bartók lui-même au festival international de musique contemporaine nouvellement fondé à Salzbourg. Elle a également rejoint la Société de concerts privés d'Arnold Schönberg et a donné des concerts sous sa direction.
En 1925, Mary Dickenson-Auner développe un concept pédagogique pour un nouveau type de « cours d'écoute » (Hörstunden) afin d'aider à former l'oreille des enfants grâce à une introduction pratique et théorique au monde sonore et musical d'un certain nombre de compositeurs. Il est testé en coopération avec la Commission scolaire de Vienne et, en 1938, il est étendu à 17 écoles. Cependant, lorsque les nazis ont pris le pouvoir en 1938, Mary Dickenson-Auner a été interdite de ses activités d'enseignement ; aussi, alors qu'elle est âgée de près de 60 ans et divorcée amicalement d'Auner (depuis 1934) , elle décide de se consacrer exclusivement à la composition musicale.
Au cours du quart de siècle qui suit, Mary Dickenson-Auner écrit six symphonies, quatre opéras et deux oratorios, ainsi que de nombreuses chansons et œuvres de musique de chambre. De 1946 à 1962, ses œuvres de chambre sont présentées lors de douze concerts. La première mondiale de trois de ses symphonies est retransmise par la radio autrichienne.
Dickenson-Auner écrit des compositions polyphoniques combinant son amour de Jean-Sébastien Bach avec la musique à douze tons de Schönberg. Cependant, en choisissant des motifs musicaux, elle a souvent repris les airs folkloriques irlandais de ses premières années, qualifiant les compositions résultantes d’« impressionnisme celtique ». Elle a elle-même écrit certaines de ses paroles, mais elle a également utilisé des sélections du poète irlandais William Butler Yeats et d'écrivains influencés par les idées de la Société théosophique, dont elle était membre depuis 1938.
Elle meurt à Vienne, le 25 mai 1965.

## Œuvres (sélection)
Mary Dickenson-Auner laisse — outre des symphonies, de la musique de chambre et des opéras — des œuvres pour chœur, des oratorios et de nombreux Lieder.

### Musique de chambre
- Irish Love Song, pour violon et piano (1908)
- Canon nos 1 à 4, pour deux violons  (1909)
- Caoine (Lament), pour violon et piano (1910)
- Irish Melody, pour violon et piano (1911)
- Trischka, pour violon et piano (1912)
- Premier quatuor à cordes irlandais (1941)
- Second quatuor à cordes irlandais (1942)
- Quatuor à cordes no 3 « Londonderry Air », op. 23 (1944, éd. Vienne, Europäischen Verlag) (OCLC 472511856)
- Quintette avec clarinette, op. 26 (1949)
- Suite pour violon seul, op 30 (1949)
- Quatuor à cordes no 4, op. 30 (1949)[2]

### Orchestre
- Variations en ré mineur, pour violon et orchestre (1909)
- Romance en ré majeur, pour violon et orchestre, op. 10 (1910)
- Caoine (Lament) pour violon et orchestre (1911)
- Trischka, pour violon et orchestre (1912)
- Concerto pour violon irlandais, (1914)
- Marches  irlandaises pour violon et orchestre (1921)
- Concerto pour violon no 2 (1942)
- Cadence pour le Concerto pour violon de Beethoven (1918)
- Irish Symphony, op. 16 (1941)
- Variations et fugue sur une chanson traditionnelle irlandaise The Ministrel Boy, pour orgue et orchestre (1943)[2]

### Opéras
- Maureen
- The Shadowy Waters
- Die sieben Raben[8].

## Discographie
- Irish Symphony - Orchestre philharmonique de Moravie, dir. Manfred Müssauer (octobre 1994, Thorofon CTH 2259) (OCLC 33498169)